# Kistbord
Kistbord är en historisk kombinationsmöbel där underredet hade formen av ett skåp på vilket det låg en bordsskiva. Kistbord, som fanns på kontinenten redan på medeltiden, introducerades troligen i Skåne och Halland under 1500-talet. Det förekom främst i allmogemiljö. Kistbordstraditionen är stark även i Norrbotten, där borden vanligen är kortare än i Skånelandskapen. I Norge beskrivs kistborden främst som en förvaringsmöbel, som ställdes mot en vägg.